# Urolophus flavomosaicus
Urolophus flavomosaicus е вид хрущялна риба от семейство Urolophidae.

## Разпространение
Видът е разпространен в Австралия (Западна Австралия и Куинсланд).